# Młodzieżowe Mistrzostwa Europy w Lekkoatletyce 2005

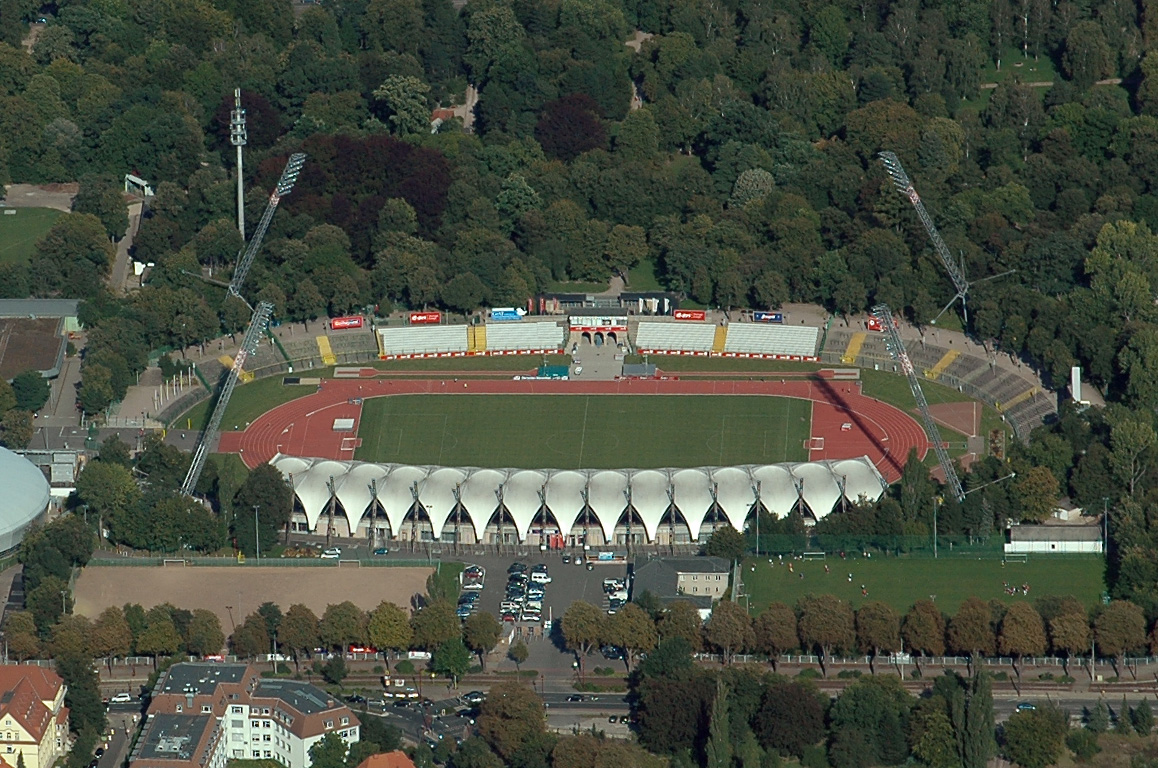
Steigerwaldstadion (2007)

5. Młodzieżowe Mistrzostwa Europy w Lekkoatletyce – zawody lekkoatletyczne dla sportowców do lat 22, które odbyły się na Steigerwaldstadion w Erfurcie między 14 a 17 lipca 2005 roku.

## Rezultaty

### Mężczyźni
| Konkurencja           | Złoto                                                                         | Złoto    | Srebro                                                                             | Srebro   | Brąz                                                                                  | Brąz     |
| --------------------- | ----------------------------------------------------------------------------- | -------- | ---------------------------------------------------------------------------------- | -------- | ------------------------------------------------------------------------------------- | -------- |
| 100 m                 | Oudere Kankarafou · Francja                                                   | 10,26    | Eddy De Lépine · Francja                                                           | 10,30    | Stefan Wieser · Niemcy                                                                | 10,32    |
| 200 m                 | David Alerte · Francja                                                        | 20,47    | Sebastian Ernst · Niemcy                                                           | 20,58    | Koura Kaba Fantoni · Włochy                                                           | 20,71    |
| 400 m                 | Robert Tobin · Wielka Brytania                                                | 46,81    | Kamghe Gaba · Niemcy                                                               | 47,07    | Daniel Dąbrowski · Polska                                                             | 47,44    |
| 800 m                 | Kevin Hautcoeur · Francja                                                     | 1:51,29  | Manuel Olmedo · Hiszpania                                                          | 1:51,47  | René Bauschinger · Niemcy                                                             | 1:51,49  |
| 1500 m                | Arturo Casado · Hiszpania                                                     | 3:47,02  | Stefan Eberhardt · Niemcy                                                          | 3:48,09  | Francisco España · Hiszpania                                                          | 3:48,16  |
| 5000 m                | Anatolij Rybakow · Rosja                                                      | 14:06,69 | Mohamed Farah · Wielka Brytania                                                    | 14:10,96 | Aleksiej Aleksandrow · Rosja                                                          | 14:11,10 |
| 10000 m               | Jewgienij Rybakow · Rosja                                                     | 29:30,76 | André Pollmächer · Niemcy                                                          | 29:33,22 | Marius Ionescu · Rumunia                                                              | 29:34,52 |
| 110 m przez płotki    | David Hughes · Wielka Brytania                                                | 13,56    | Willi Mathiszik · Niemcy                                                           | 13,58    | Stanislav Sajdok · Czechy                                                             | 13,66    |
| 400 m przez płotki    | Rhys Williams · Wielka Brytania                                               | 49,60    | Minás Alozídis · Grecja                                                            | 50,04    | Ákos Dezső · Węgry                                                                    | 50,31    |
| 3000 m z przeszkodami | Radosław Popławski · Polska                                                   | 8:32,61  | Halil Akkaş · Turcja                                                               | 8:37,38  | Pieter Desmet · Belgia                                                                | 8:41,07  |
| Sztafeta 4 × 100      | Francja · Oudéré Kankarafou · Idrissa M’Barke · Eddy De Lepine · David Alerte | 38,95    | Niemcy · Florian Rentz · Marius Broening · Sebastian Ernst · Till Helmke           | 39,12    | Włochy · Rosario La Mastra · Alessandro Rocco · Stefano Anceschi · Koura Kaba Fantoni | 39,41    |
| Sztafeta 4 × 400      | Polska · Witold Bańka · Piotr Zrada · Daniel Dąbrowski · Piotr Kędzia         | 3:04,41  | Wielka Brytania · Andrew Steele · Rhys Williams · Richard Davenport · Robert Tobin | 3:04,83  | Holandia · Daniël Ward · Daniel de Wild · Sjors Kampen · Robert Lathouwers            | 3:04,99  |
| Chód na 20 km         | Igor Jerochin · Rosja                                                         | 1:23:14  | Benjamín Sánchez · Hiszpania                                                       | 1:23:30  | Mikałaj Seradowicz · Białoruś                                                         | 1:23:56  |
| Skok wzwyż            | Jaroslav Bába · Czechy                                                        | 2,29     | Arciom Zajcau · Białoruś                                                           | 2,27     | Jurij Krymarenko · Ukraina                                                            | 2,27     |
| Skok o tyczce         | Damiel Dossevi · Francja                                                      | 5,75     | Fabian Schulze · Niemcy                                                            | 5,65     | Jérôme Clavier Matti Mononen                                                          | 5,60     |
| Skok w dal            | Danut Simion · Rumunia                                                        | 8,12     | Dmitrij Sapinskij · Rosja                                                          | 8,01     | Povilas Mykolaitis · Litwa                                                            | 8,00     |
| Trójskok              | Aleksandr Siergiejew · Rosja                                                  | 17,11    | Aleksandr Pietrienko · Rosja                                                       | 17,03    | Nelson Évora · Portugalia                                                             | 16,89    |
| Pchnięcie kulą        | Anton Lubosławski · Rosja                                                     | 20,44    | Taavi Peetre · Estonia                                                             | 19,85    | Mika Vasara · Finlandia                                                               | 19,84    |
| Rzut dyskiem          | Robert Harting · Niemcy                                                       | 64,50    | Piotr Małachowski · Polska                                                         | 63,99    | Dzmitry Siwakou · Białoruś                                                            | 60,62    |
| Rzut młotem           | Pawieł Krywicki · Białoruś                                                    | 73,72    | Alaksandr Kazulka · Białoruś                                                       | 73,60    | Andriej Azarienkow · Rosja                                                            | 71,18    |
| Rzut oszczepem        | Igor Janik · Polska                                                           | 77,25    | Antti Ruuskanen · Finlandia                                                        | 76,82    | Magnus Arvidsson · Szwecja                                                            | 76,15    |
| Dziesięciobój         | Aleksiej Drozdow · Rosja                                                      | 8196     | Aleksiej Sysojew · Rosja                                                           | 8089     | Norman Müller · Niemcy                                                                | 7989     |

### Kobiety
| Konkurencja           | Złoto                                                                                    | Złoto     | Srebro                                                                         | Srebro    | Brąz                                                                     | Brąz      |
| --------------------- | ---------------------------------------------------------------------------------------- | --------- | ------------------------------------------------------------------------------ | --------- | ------------------------------------------------------------------------ | --------- |
| 100 m                 | María Karastamáti · Grecja                                                               | 11,03     | Lina Jacques-Sébastien · Francja                                               | 11,46     | Verena Sailer · Niemcy                                                   | 11,53     |
| 200 m                 | Jelena Jakowlewa · Rosja                                                                 | 22,99     | Nikolett Listár · Węgry                                                        | 23,19     | Vincenza Calì · Włochy                                                   | 23,31     |
| 400 m                 | Olga Zajcewa · Rosja                                                                     | 50,72     | Christine Ohuruogu · Wielka Brytania                                           | 50,73     | Jelena Migunowa · Rosja                                                  | 51,59     |
| 800 m                 | Jewgienija Zołotowa · Rosja                                                              | 2:06,00   | Jemma Simpson · Wielka Brytania                                                | 2:06,16   | Élodie Guégan · Francja                                                  | 2:06,29   |
| 1500 m                | Corina Dumbrăvean · Rumunia                                                              | 4:14,78   | Olesia Syriewa · Rosja                                                         | 4:16,23   | Antje Möldner · Niemcy                                                   | 4:16,34   |
| 5000 m                | Binnaz Uslu · Turcja                                                                     | 15:57,21  | Tatjana Pietrowa · Rosja                                                       | 16:01,79  | Silvia La Barbera · Włochy                                               | 16:07,01  |
| 10 000 m              | Tatjana Pietrowa · Rosja                                                                 | 33:55,99  | Wolha Minina · Białoruś                                                        | 34:03,55  | Eva Maria Stöwer · Niemcy                                                | 34:05,03  |
| 100 m przez płotki    | Mirjam Liimask · Estonia                                                                 | 12,93     | Tina Klein · Niemcy                                                            | 12,97     | Anna Jewdokimowa · Rosja                                                 | 13,12     |
| 400 m przez płotki    | Jelena Ildejkina · Rosja                                                                 | 56,43     | Anastasija Trifonowa · Rosja                                                   | 56,51     | Sian Scott · Wielka Brytania                                             | 57,02     |
| 3000 m z przeszkodami | Katarzyna Kowalska · Polska                                                              | 9:54,17   | Türkan Erişmiş · Turcja                                                        | 9:55,45   | Swietłana Iwanowa · Rosja                                                | 9:56,44   |
| Sztafeta 4 × 100      | Francja · Natacha Vouaux · Lina Jacques-Sébastien · Aurélie Kamga · Ayodelé Ikuesan      | 44,22     | Niemcy · Karoline Köhler · Verena Sailer · Johanna Kedzierski · Anne Möllinger | 44,89     | Włochy · Claudia Baggio · Doris Tomasini · Alessia Berti · Vincenza Calì | 45,03     |
| Sztafeta 4 × 400      | Rosja · Anastasija Owczinnikowa · Anastasija Koczetkowa · Jelena Migunowa · Olga Zajcewa | 3:27,27   | Wielka Brytania · Kim Wall · Sian Scott · Lisa Miller · Christine Ohuruogu     | 3:31,64   | Francja · Dora Jémaa · Thélia Sigère · Johanna Monthe · Phara Anacharsis | 3:31,91   |
| Chód na 20 km         | Irina Pietrowa · Rosja                                                                   | 1:33:24   | Olga Kaniskina · Rosja                                                         | 1:33:33   | Barbora Dibelková · Czechy                                               | 1:34:44   |
| Skok wzwyż            | Tatjana Kiwimiagi · Rosja                                                                | 1,94      | Emma Green · Szwecja                                                           | 1,92      | Ariane Friedrich · Niemcy                                                | 1,90      |
| Skok o tyczce         | Natalija Kuszcz · Ukraina                                                                | 4,30      | Floé Kühnert · Niemcy                                                          | 4,30      | Julia Hütter · Niemcy                                                    | 4,25      |
| Skok w dal            | Carolina Klüft · Szwecja                                                                 | 6,79      | Julija Zinowiewa · Rosja                                                       | 6,58      | Adina Anton · Rumunia                                                    | 6,55      |
| Trójskok              | Simona La Mantia · Włochy                                                                | 14,43     | Swietłana Bolszakowa · Rosja                                                   | 14,11     | Atanasia Pera · Grecja                                                   | 13,94     |
| Pchnięcie kulą        | Petra Lammert · Niemcy                                                                   | 18,97     | Christina Schwanitz · Niemcy                                                   | 18,64     | Chiara Rosa · Włochy                                                     | 18,22     |
| Rzut dyskiem          | Sabine Rumpf · Niemcy                                                                    | 60,75     | Daria Piszczalnikowa · Rosja                                                   | 59,45     | Kateryna Karsak · Ukraina                                                | 56,81     |
| Rzut młotem           | Jekatierina Choroszich · Rosja                                                           | 71,51     | Betty Heidler · Niemcy                                                         | 69,64     | Natalija Zołotuhina · Ukraina                                            | 67,75     |
| Rzut oszczepem        | Annika Suthe · Niemcy                                                                    | 57,72     | Katharina Molitor · Niemcy                                                     | 57,01     | Linda Brīvule · Łotwa                                                    | 56,12     |
| Siedmiobój            | Laurien Hoos · Holandia                                                                  | 6291 pkt. | Lilli Schwarzkopf · Niemcy                                                     | 6196 pkt. | Olga Lewienkowa · Rosja                                                  | 5950 pkt. |

## Występy Polaków
- Osobny artykuł: Polska na Młodzieżowych Mistrzostwach Europy w Lekkoatletyce 2005.

## Klasyfikacja medalowa
| Klasyfikacja medalowa |                 |    |    |   |     |
| Miej.                 | Państwo         |    |    |   | R-m |
| 1                     | Rosja           | 15 | 10 | 6 | 31  |
| 2                     | Francja         | 6  | 2  | 3 | 11  |
| 3                     | Niemcy          | 4  | 14 | 8 | 26  |
| 4                     | Polska          | 4  | 1  | 1 | 6   |
| 5                     | Wielka Brytania | 3  | 5  | 1 | 9   |
| 6                     | Rumunia         | 2  | 0  | 2 | 4   |
| 7                     | Białoruś        | 1  | 3  | 2 | 6   |
| 8                     | Hiszpania       | 1  | 2  | 1 | 4   |
| 9                     | Turcja          | 1  | 2  | 0 | 3   |
| 10                    | Szwecja         | 1  | 1  | 1 | 3   |
| 10                    | Grecja          | 1  | 1  | 1 | 3   |
| 12                    | Estonia         | 1  | 1  | 0 | 2   |
| 13                    | Włochy          | 1  | 0  | 6 | 7   |
| 14                    | Ukraina         | 1  | 0  | 3 | 4   |
| 15                    | Czechy          | 1  | 0  | 2 | 3   |
| 16                    | Holandia        | 1  | 0  | 1 | 2   |
| 17                    | Finlandia       | 0  | 1  | 2 | 3   |
| 18                    | Węgry           | 0  | 1  | 1 | 2   |
| 19                    | Belgia          | 0  | 0  | 1 | 1   |
| 19                    | Litwa           | 0  | 0  | 1 | 1   |
| 19                    | Portugalia      | 0  | 0  | 1 | 1   |
| 19                    | Łotwa           | 0  | 0  | 1 | 1   |